# Кшепиці (Нижньосілезьке воєводство)
Кшепиці (пол. Krzepice) — село в Польщі, у гміні Стшелін Стшелінського повіту Нижньосілезького воєводства.
Населення — 262 особи (2011).
У 1975-1998 роках село належало до Вроцлавського воєводства.

## Демографія
Демографічна структура станом на 31 березня 2011 року:
|          | Загалом | Допрацездатний вік | Працездатний вік | Постпрацездатний вік |
| -------- | ------- | ------------------ | ---------------- | -------------------- |
| Чоловіки | 142     | 34                 | 102              | 6                    |
| Жінки    | 120     | 17                 | 79               | 24                   |
| Разом    | 262     | 51                 | 181              | 30                   |